# 納比爾·艾尤許
納比爾·艾尤許（阿拉伯語：نبيل عيوش；1969年4月1日—）是法國–摩洛哥導演、編劇與監製，他的作品橫跨電視與電影。

## 生平
納比爾·艾尤許生於巴黎，他的父親為摩洛哥人，母親為具突尼西亞猶太裔血統的法國人；他父母離婚後，他在薩塞勒度過他大部份的童年，並定期在夏天時去摩洛哥卡薩布蘭卡度過假期。
2012年，他執導的《神之駒》以2003年卡薩布蘭卡爆炸案為主題，並於第65屆坎城影展一種注目單元中首映；2021年，艾尤許以《聽見心嘻望》進入第74屆坎城影展正式競賽單元。

### 私人生活
納比爾·艾尤許與摩洛哥電影導演與演員瑪莉安·圖澤尼為夫妻關係，兩人目前定居在摩洛哥卡薩布蘭卡。

## 電影作品
- 1997年：《書面語言（阿拉伯语：مكتوب (فيلم 1997)）》(مكتوب)
- 2007年：《玩美舞孃（英语：Whatever Lola Wants (film)）》(Whatever Lola Wants)
- 2012年：《神之駒（阿拉伯语：يا خيل الله (فيلم)）》(يا خيل الله‎,)
- 2015年：《如此被愛（阿拉伯语：الزين اللي فيك (فيلم)）》(الزين اللي فيك)
- 2017年：《征途漫漫（阿拉伯语：غزية (فيلم)）》(غزية)
- 2021年：《聽見心嘻望（法语：Haut et Fort）》(Haut et fort)
- 2024年：《人人都愛杜達》（الجميع يحب تودة）

## 外部連結
- 納比爾·艾尤許在互联网电影资料库（IMDb）上的資料（英文）